# 奥丽卡·伯勒斯库
奥丽卡·伯勒斯库（羅馬尼亞語：Aurica Bărăscu，1974年9月21日—），旧姓基里策（Chiriță），罗马尼亚女子赛艇运动员。她曾代表罗马尼亚参加2000年和2004年夏季奥林匹克运动会赛艇比赛，其中2004年奥运会获得一枚金牌。